# Secourt
Secourt é uma comuna francesa na região administrativa de Grande Leste, no departamento de Mosela. Estende-se por uma área de 7,31 km². Em 2010 a comuna tinha 204 habitantes (densidade: 27,9 hab./km²).